# Neopemphigus
Neopemphigus  (лат.) — род тлей из подсемейства Eriosomatinae (Pemphigini). Палеарктика (Украина). Питаются на корнях тополей (Populus bolleana, = P. alba var. pyramidalis). Крылатые половые особи появляются в сентябре. Близок к роду Pachypappa
.
- Neopemphigus turajevi Mamontova & Kolomoets